# Hans-Hermann Hertle

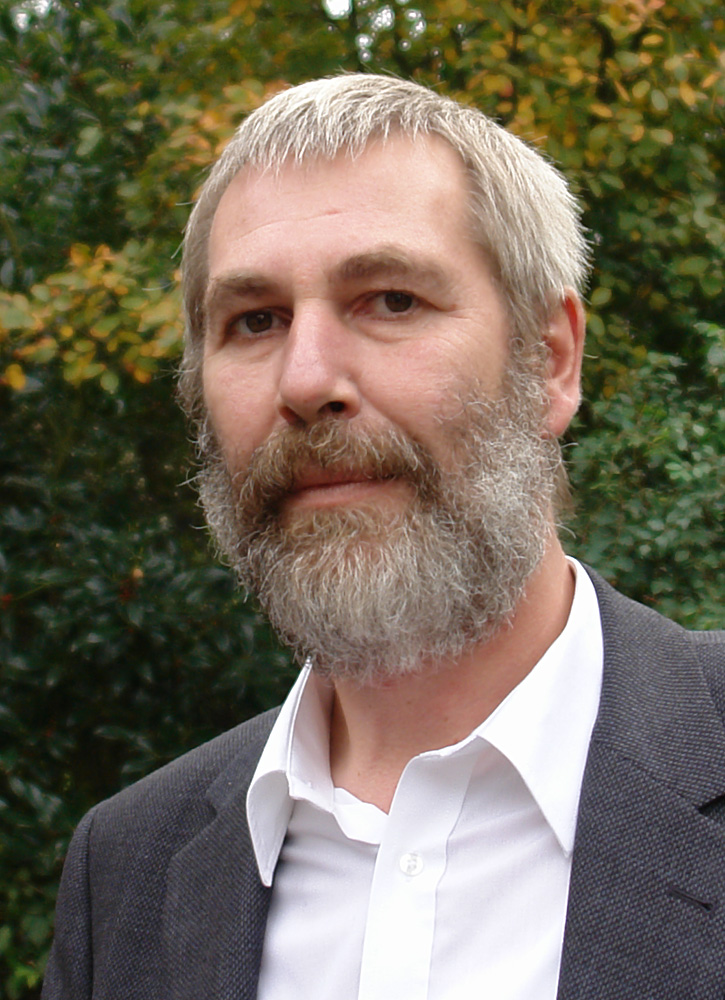
Hans-Hermann Hertle, 2010

Hans-Hermann Hertle (* 29. Juni 1955 in Eisern) ist ein deutscher Historiker, Politikwissenschaftler und Publizist. Sein Forschungsschwerpunkt ist die Zeitgeschichte der Bundesrepublik und der DDR, insbesondere die Geschichte der deutschen Teilung und der friedlichen Revolution in der DDR.
Sein 1996 erschienenes Werk Der Fall der Mauer. Die unbeabsichtigte Selbstauflösung des SED Staats, das auf seiner Dissertation beruht, gilt als Standardwerk zu den Umständen der Grenzöffnung und ist seitdem unter dem Titel Chronik des Mauerfalls in mehr als zehn Auflagen erschienen. Von 1999 bis 2019 war Hertle wissenschaftlicher Mitarbeiter am Leibniz-Zentrum für Zeithistorische Forschung (ZZF) in Potsdam, seit September 2019 ist er Senior Fellow am Institut.

## Leben
Hans-Hermann Hertle wurde im westfälischen Eisern (heute ein Ortsteil von Siegen) geboren. Er studierte Geschichte und Politikwissenschaft an der Universität Marburg und an der FU Berlin. 1983 schloss er sein Studium mit dem Diplom in Politikwissenschaft an der FU Berlin ab. In seiner Diplomarbeit beschäftigte er sich mit einer Fragestellung aus der Gewerkschaftsgeschichte in der Bundesrepublik. 1983/84 arbeitete er bei einem von Theo Pirker geleiteten Projekt zur Geschichte der Arbeiterbewegung in der amerikanischen Besatzungszone mit, danach war er bis 1990 wissenschaftlicher Mitarbeiter am Zentralinstitut für sozialwissenschaftliche Forschung der FU Berlin.
Mit der friedlichen Revolution in der DDR 1989 verlegte Hertle seinen Forschungsschwerpunkt: zunächst auf die ostdeutsche Einheitsgewerkschaft FDGB und mit seiner Dissertation auf die Vorgeschichte und genauen Umstände des Mauerfalls. Von 1990 bis 1995 war er dafür in verschiedenen DFG-Forschungsprojekten an der FU Berlin beschäftigt. Neben dem Quellenstudium führte Hertle für seine Dissertation umfangreiche Interviews mit Akteuren des Geschehens um den 9. November 1989, darunter VP-Oberst Gerhard Lauter, der an der Ausarbeitung der Reiserichtlinie mitgearbeitet hatte, PKE-Oberstleutnant Harald Jäger von der GÜSt Bornholmer Straße sowie Grenztruppenchef Klaus-Dieter Baumgarten, NVA-Stabschef Fritz Streletz und Politbüromitglied Wolfgang Herger. Seit 1999 ist Hertle wissenschaftlicher Mitarbeiter am Leibniz-Zentrum für Zeithistorische Forschung (ZZF) in Potsdam, wo er neben seiner eigenen wissenschaftlichen Arbeit auch die Öffentlichkeitsarbeit des ZZF verantwortet.
Neben zahlreichen Büchern und Forschungsbeiträgen, die er selbst publizierte, gibt Hertle im Auftrag des ZZF eine Reihe von Bänden mit Konferenzergebnissen heraus. Auch an Fernseh- und Radioproduktionen zu zeitgeschichtlichen Themen ist er als Autor und wissenschaftlicher Berater beteiligt. Für den SFB-Dokumentarfilm Als die Mauer fiel. 50 Stunden, die die Welt veränderten erhielt er zusammen mit dem Regisseur Gunther Scholz 2000 den Bayerischen Fernsehpreis. Zusammen mit Stefan Wolle war Hertle 2003/2004 wissenschaftlicher Fachberater für die vierteilige MDR-Fernsehdokumentation Damals in der DDR, die 2005 mit dem Grimme-Preis ausgezeichnet wurde. Auch das Begleitbuch zur Serie verfassten Hertle und Wolle gemeinsam.

## Schriften

### Als Verfasser
- Schabowskis Zettel – Oder der Fall der Berliner Mauer. Ch. Links Verlag, Berlin 2009, ISBN 978-3-86153-511-9.
- Schabowskis Zettel – Oder der Fall der Berliner Mauer. Radiofeature (Koproduktion WDR/MDR, 55 min, 1997).
- Die Berliner Mauer – Monument des Kalten Krieges. Ch. Links Verlag, Berlin 2007, ISBN 3-86153-463-0 (zweisprachig, deutsch/englisch).
- Mit Stefan Wolle: Damals in der DDR: der Alltag im Arbeiter- und Bauernstaat. Bertelsmann, München 2004, ISBN 3-442-15383-2. (Begleitbuch zur vierteiligen MDR-Fernsehdokumentation, 2. Auflage 2006).
- Mit Kathrin Elsner: Mein 9. November. Der Tag, an dem die Mauer fiel. Nicolai Verlag, Berlin 1999, ISBN 3-87584-774-1.
- Mit Jürgen Kädtler: Sozialpartnerschaft und Industriepolitik. Strukturwandel im Organisationsbereich der Industriegewerkschaft Chemie, Papier, Keramik. Westdeutscher Verlag, Opladen 1997, ISBN 3-531-12654-7 (Schriften des Zentralinstituts für Sozialwissenschaftliche Forschung der Freien Universität Berlin, Band 78).
- Chronik des Mauerfalls. Die dramatischen Ereignisse um den 9. November 1989. Ch. Links, Berlin 1996, ISBN 978-3-86153-541-6 (11. Auflage 2009).
- Der Fall der Mauer. Die unbeabsichtigte Selbstauflösung des SED-Staates. Westdeutscher Verlag, Opladen 1996, ISBN 3-531-32927-8 (zugleich Dissertationsschrift, 2. Auflage 1999).
- Mit Maria Nooke: Die Todesopfer an der Berliner Mauer 1961–1989. Ein biographisches Handbuch. Hrsg. vom Zentrum für Zeithistorische Forschung Potsdam und der Stiftung Berliner Mauer. Links, Berlin 2009, ISBN 978-3-86153-517-1.

### Als Herausgeber
- Hans-Hermann Hertle und Konrad H. Jarausch (Hrsg.): Risse im Bruderbund. Die Gespräche Honecker – Breschnew 1974–1982. Ch. Links Verlag, Berlin 2006, ISBN 3-86153-419-3.
- Torsten Diedrich und Hans-Hermann Hertle (Hrsg.): Alarmstufe „Hornisse“. Die geheimen Chef-Berichte der Volkspolizei über den 17. Juni 1953. Metropol Verlag, Berlin 2003, ISBN 3-936411-27-1.
- Hans-Hermann Hertle (Hrsg.): Mauerbau und Mauerfall. Ursachen – Verlauf – Auswirkungen. Ch. Links, Berlin 2002, ISBN 3-86153-264-6.
- Hans Ehlert und Hans-Hermann Hertle (Hrsg.): Der Schatten der Mauer – die zementierte Spaltung. Trafo Verlag, Berlin 2001, ISBN 3-89626-341-2. (Dokumentation eines Zeitzeugenforums zum 13. August 1961 im Auftrag des MGFA und des ZZF Potsdam)
- Hans-Hermann Hertle (Hrsg.): Das Ende der SED. Die letzten Tage des Zentralkomitees. Ch. Links, Berlin 1997, ISBN 3-86153-143-7 (4. Auflage 1999).